# Massacre Divine
Albums de Discharge
Grave New World Shootin' Up The World
Massacre Divine est le quatrième album studio du groupe britannique Discharge. 
Cet album est aujourd'hui introuvable, sauf sur Internet.

## Liste des chansons
1. "City of Fear" - 3:11
2. "F.E.D." - 2:34
3. "Lost Tribe Rising" - 3:02
4. "Challenge Terror" - 3:31
5. "White Knuckle Ride" - 2:25
6. "New Age" - 3:39
7. "Terror Police" - 2:34
8. "Kiss Tomorrow Goodbye" - 2:30
9. "Sexplosion" - 2:56
10. "Dying Time" - 2:23
11. "E# 2. 30" - 1:45
12. "F.E.D. (F2 mix)" - 5:04
13. "Terror Police (F2 mix)" - 5:30

## Musiciens
- Cal (Kelvin Morris) : chant
- Andy Green : guitare
- Anthony Morgan : basse
- Garry Maloney : batterie